# Birmingham Ladies Society for the Relief of Negro Slaves
Birmingham Ladies Society for the Relief of Negro Slaves var en brittisk kvinnoförening, grundad 1825.
Syftet var att verka för avskaffandet av slaveriet i de brittiska kolonierna. 
Brittiska kvinnor hade varit engagerade inom abolitionismen redan under 1700-talet, men detta var den första abolitionistiska kvinnoföreningen. 